# Ласло Бенедек
Ласло Бенедек (на английски: László Benedek (ˈlaːsloː ˈbɛnɛdɛk)) е унгарско-американски режисьор и кинематограф.

## Биография
Ласло Бенедек е роден на 5 март 1905 година в Будапеща, Унгария. Негов полубрат е Джордж Гербнер, Ласло Бенедек възнамерява да стане психиатър и учи във Виена и Берлин. Той работи във филмовата индустрия, за да плаща сметките си и в крайна сметка решава да се съсредоточи върху това.

### Кариера
Ласло Бенедек е оператор в Германия на „Господарката“ (1927). Асистент-режисьор е на „Големият копнеж“ (1929), режисиран от Стив Секли, и е редактирал и асистирал на режисьора в „Човекът, който уби“ (1931) за режисьора Къртис Бернхард. Той работи в УФА за Джо Пастернак до 1933 г. Асистира на „Хиполит, икономът“ (1931) и редактира „Водните дяволи от Хифлау“ (1932) и „Мис Иза“ (1933).
Когато нацистите идват на власт, Бенедек следва Пастернак във Виена и след това в Унгария, където монтира „Преждевременно развито момиче“ (1934) с участието на Франциска Гаал и „Изкушение“ (1934), и двата режисирани от Макс Нюфелд, Ласло Бенедек е асистент-режисьор на последния.
Заминава за Англия, където работи като сценарист на „Тайната на Стамбул“ (1936), режисиран от колегата си унгарски емигрант Андрю Мартън. През 1937 г. се премества в САЩ.
В САЩ Бенедек работи по монтажните сцени на „Пилот-изпитател“ (1938) в Метро-Голдуин-Майер. Той редактира и „Малко късче от рая“ (1940) за Пастернак в Юнивърсъл Студиос. В МГМ той е асистент-режисьор на „Песен на Русия“ (1944) и работи като асоцииран продуцент при Джо Пастернак. Работата му включва правене на екранни тестове, режисиране на второ звено и надзор на анимационната танцова последователност в „Anchors Aweigh“ (1945).
През 1946 г. е свързан с комунистически фронтови организации.
Бенедек дебютира като режисьор на игрален филм с „Целуващият се бандит“ (1948) в МГМ, продуциран от Пастернак, филма е провал.
Той отива в Eagle Lion, където режисира ноар „Пристанището на Ню Йорк“ (1949) с участието на Юл Бринър. За Стенли Крамър той прави „Смъртта на търговския пътник“ (1951) е финансово разочарование, но му носи Златен глобус за най-добър режисьор. Той продуцира, но не режисира „Буря над Тибет“ (1952) (Мартън режисира), започва да режисира в телевизията, по-специално епизоди на Footlights Theatre и The Ford Television Theatre. Крамър му дава работа в „Дивият“ (1953) с Марлон Брандо, първоначално наречен „Набегът на моториста“. Той отива в Юниверсъл, за да направи „Бенгалски пушки“ (1954) с Рок Хъдсън.
Бенедек се завръща в Германия, за да напише и режисира „Синове, майки и генерал“ (1955). Обратно в САЩ той прави късометражен филм с Ричард Уидмарк, „Момче с нож“ (1956), след което се фокусира върху телевизията „Шоуто на Лорета Йънг“, „Телефонно време“, „Театър с четири звезди“, „Кавалкада на Америка“.
Бенедек се завръща към филмите с „Афера в Хавана“ (1957) с участието на Джон Касаветис. Той иска да направи „Анна“ за Ранк във Великобритания с Лесли Карон и Луис Журдан, но поиска сценарият да бъде пренаписан и след това Карън забременява, което спира филма.
Той режисира „Малага“, известен още като „Момент на опасност“ (1960) с участието на Дороти Дендридж и Тревър Хауърд. Тази нискобюджетна криминална драма е последният филм на Дендридж.
Във Франция той написа и режисира „Обръщане към Грейс“ (1960) с Раф Валоне.
През 1960-те години Бенедек се концентрира най-вече върху телевизията. Той се завръща към игралните филми, когато продуцира и режисира „Наму, косатката“ (1967) за сънародника си от Унгария Иван Торс. Той режисира „Дръзка игра“ (1968) за Торс, след това „Нощният посетител“ (1971) и „Нападение над Агатон“ (1977).
От 1976 г. до 1980 г. той е председател на програмата за дипломиране на филми в Училището по изкуства към Нюйоркския университет. През 1983 г. става гост-професор по филми в Annenberg School of Communication в Университета на Пенсилвания. Той продължава да преподава във филмовата академия в Мюнхен, Германия, в университета Райс в Хюстън и в Колумбийския университет в Ню Йорк.

### Смърт
Ласло Бенедек почива на 11 март 1992 г. в Бронкс, Ню Йорк.

## Избрана филмография
| Година | Филм                         | Оригинално заглавие |
| ------ | ---------------------------- | ------------------- |
| 1951   | Смъртта на търговския пътник | Death of a Salesman |
| 1953   | Дивият                       | The Wild One        |